# 145 f.Kr.

## Händelser

### Efter plats

#### Seleukiderriket
- Ptolemaios VI besegrar den seleukidiske usurpatorn Alexander Balas i slaget vid Antiochia, men stupar i slaget.

#### Egypten
- Ptolemaios VII blir för en kort tid farao av Egypten, men mördas snart av Ptolemaios VIII.

### Efter ämne

#### Astronomi
- Hipparchos bestämmer det tropiska årets längd.

## Födda
- Sima Qian, kinesisk historiker (född detta år eller 135 f.Kr.)

## Avlidna
- Ptolemaios VI, farao av Egypten (stupad)
- Ptolemaios VII, farao av Egypten (mördad)
- Alexander Balas, syrisk usurpator (mördad)